# Джон Леслі (фізик)
Джон Ле́слі (англ. Sir John Leslie; 10 квітня 1766 — 3 листопада 1832) — британський фізик. Професор математики (1805) і фізики (1819) в Единбурзькому університеті, член Лондонського і Единбурзького королівських товариств. Відомий роботами з теплового випромінювання (диференціальний термометр). У 1810 році побудував першу абсорбційну машину для приготування штучного льоду.

## Праці
- Nature and Propagation of Heat (1804)
- Elements of Geometry, Geometrical Analysis and Plane Trigonometry (1809)
- A Short Account of Experiments and Instruments Depending on the Relation of Air to Heat and Moisture (1813)